# Kościół św. Trójcy i św. Floriana w Zawierciu
Kościół Świętej Trójcy i Świętego Floriana – rzymskokatolicki kościół parafialny znajdujący się w Zawierciu, w dzielnicy Skarżyce. Mieści się przy ulicy Skarżyckiej.

## Architektura

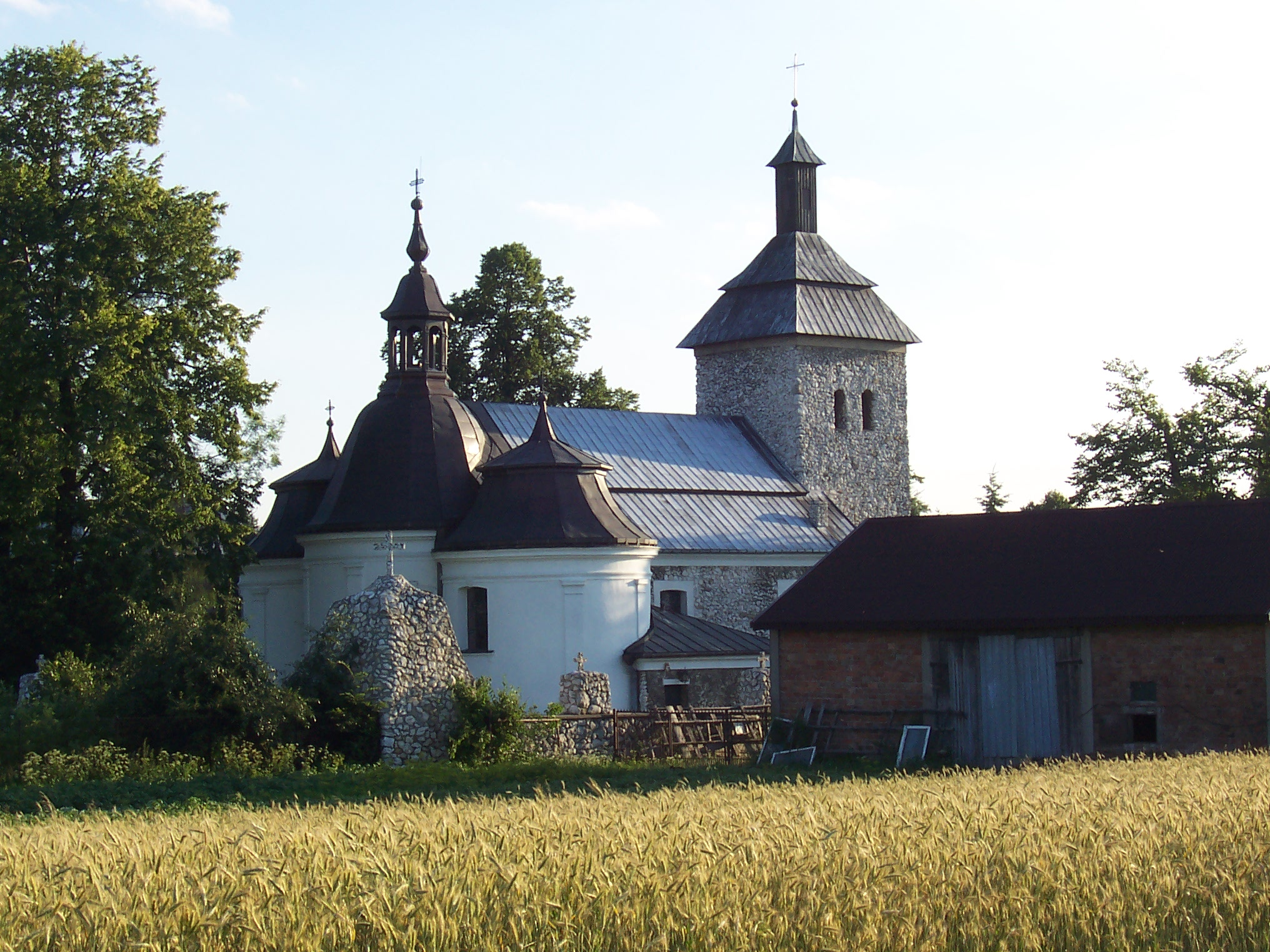
Widok od prezbiterium

Kościół został konsekrowany w roku 1598, w 1610 zostały dobudowane trzy kaplice. Świątynię ponownie konsekrował biskup pomocniczy krakowski Mikołaj Oborski w roku 1678. Trzy okrągłe kaplice są symbolem Trójcy Świętej. Przy fasadzie świątyni umieszczona jest wieża, posiadająca dach łamany, zwieńczona czworoboczną sygnaturką. Przy trzech stronach wieży umieszczone są okna, niżej znajdują się okienka strzelnicze. Wieże z okrągłymi kaplicami są złączone kamiennymi murami. W środkowej kaplicy umieszczone jest prezbiterium z klasycystycznym ołtarzem głównym. Wykonany jest on z drewna i posiada bogate złocenia. Znajduje się w nim obraz przedstawiający Świętą Trójcę. Ołtarz ozdobiony jest dwiema kolumnami i dwoma pilastrami. Po północnej stronie znajduje się kaplica boczna z ołtarzem z XVII wieku, w którym umieszczony jest obraz Narodzenia Pańskiego i Pokłonu Pasterzy.

## Wyposażenie
Do zabytkowego wyposażenia świątyni należą: monstrancja posiadająca ozdoby w postaci promieni, gron winogrona i korony na szczycie, kielich z inskrypcją „Ten kielich nakładem ks. J. Rudzkiego, plebana skarżyckiego – przerobiony i pozłocony roku 1777”, puszka z XVII wieku ukryta w srebrnej oprawie, oraz ornaty z XVII i XVIII wieku posiadające bogatą ornamentykę.

## Zabytek
Kościół został wpisany do rejestru zabytków województwa śląskiego pod numerem A/785/2021 w dniu 17 czerwca 1967 roku.

## Sanktuarium maryjne

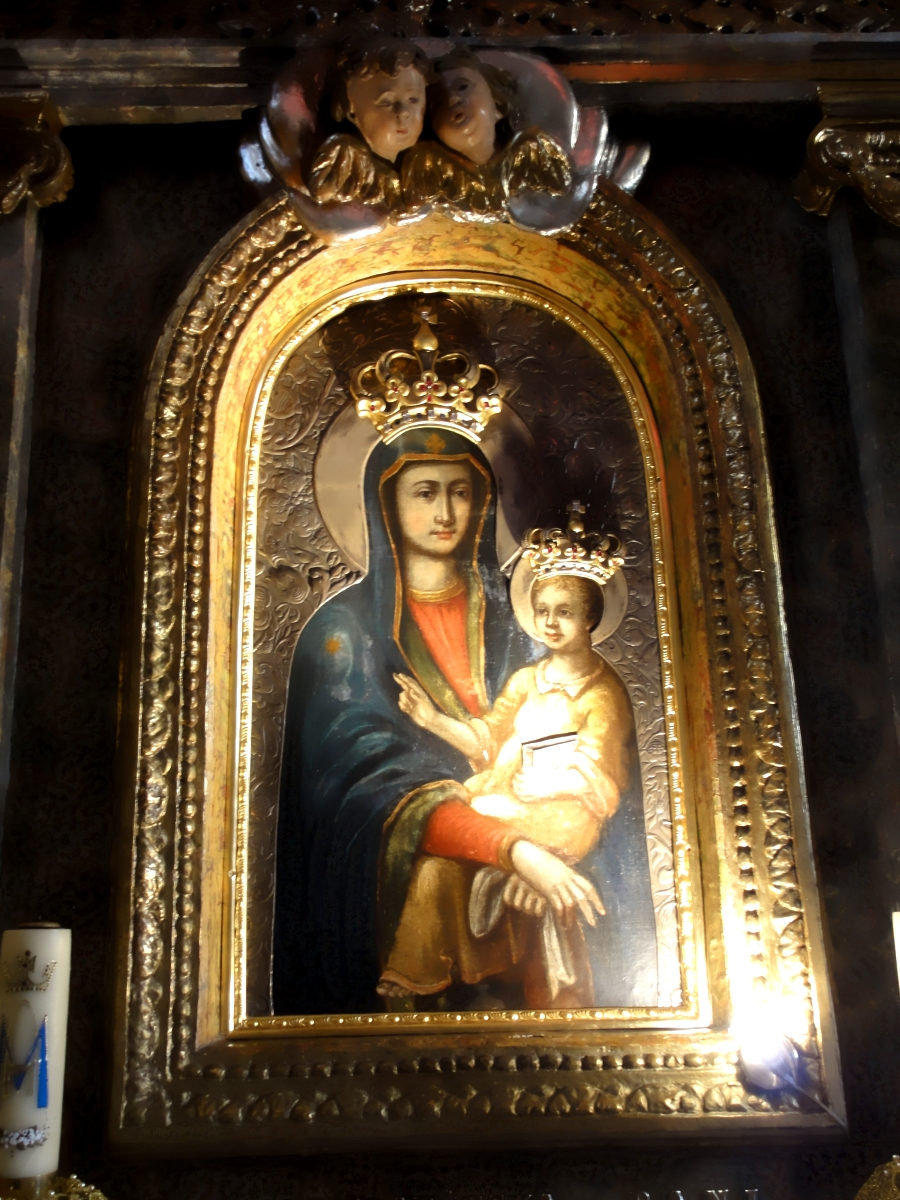
Obraz Najświętszej Marii Panny Skarżyckiej

15 sierpnia 1999 roku ksiądz arcybiskup metropolita częstochowski Stanisław Nowak ustanowił kościół parafialny w Zawierciu – Skarżycach Sanktuarium Najświętszej Marii Panny Skarżyckiej. Przedmiotem kultu jest obraz Matki Bożej z Dzieciątkiem umieszczony w lewym ołtarzu bocznym.